# دیگ‌بخار لوله‌آتشین
دیگ بخار لوله‌آتشین (بویلر فایرتیوب) گونه‌ای دیگ بخار که در آن گازهای داغ از آتش به یک (یا چند) لوله دیگر که با یک ظرف آب بسته محصور است، گذر می‌کند. گرمای گازها از طریق دیواره‌ی لوله‌ها با رسانش گرمایی، آب را گرم کرده و در پایان سبب ایجاد بخار می‌شود. 

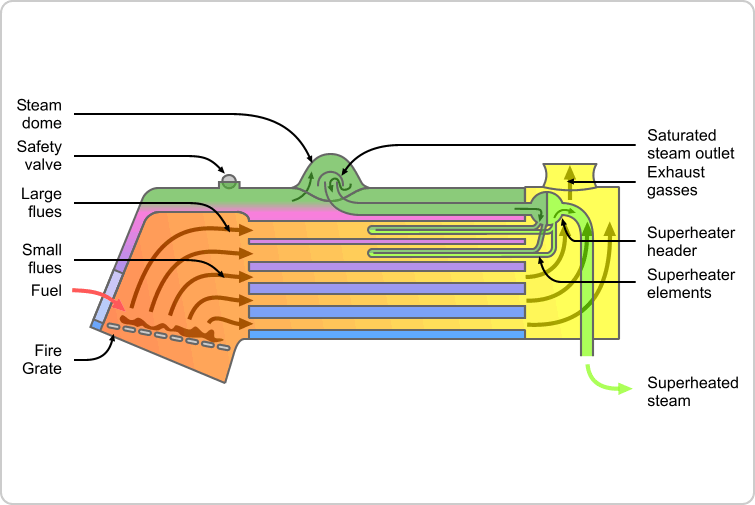
نمودار شماتیک دیگ‌بخار از نوع "لکوموتیو بخار"

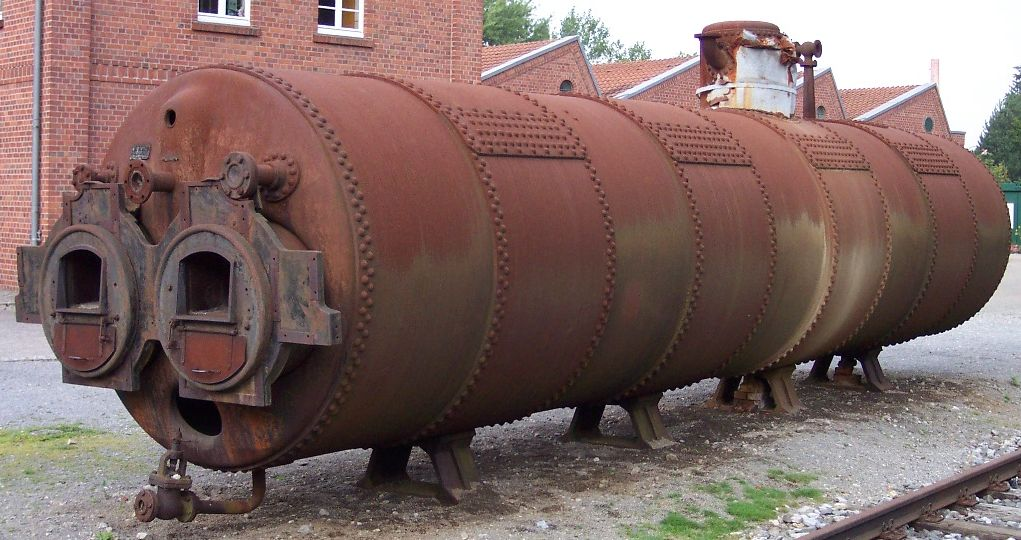
دیگ بخار لنکشایر در آلمان